# Mireia Clemente Martín
Mireia Clemente Martín (Girona, 31 de juliol de 1987) és una esquiadora catalana especialitzada en esquí alpí.
Es formà al Club d’Esquí Girona i posteriorment competí amb el Club d’Esports La Molina en diverses proves d'eslàlom i eslàlom gegant d'àmbit estatal i internacional. Aconseguí tres Campionats d'Espanya en categoria júnior d'eslàlom (2005 i 2006) i super gegant (2006). Participà als Campionat del Món d'esquí de 2007 i 2009. Es retirà de la competició el 2010.